# Garth Marenghi
Garth Marenghi je fiktivní postava hororového autora a herce, stvořená anglickými komiky Matthewem Holnessem a Richardem Ayoadem, hraná Holnessem. Tato postava se dosud objevila ve dvou jevištních show: na cenu Perrier nominované Garth Marenghi's Fright Knight a na cenou Perrier oceněné Garth Marenghi's Netherhead a v seriálech televizní stanice Channel 4 Garth Marenghi's Darkplace a Man to Man with Dean Learner.
Po získání ceny Perrier mátli autoři media tím, že odmítali vystoupit ze svých rolí, poskytnout pravá jména a odhalit pozadí situace. Z tohoto důvodu o nich media zprvu hovoří jako o Garthu Marenghim a jeho nakladateli Deanu Learnerovi.

## Postava
Garth Marenghi je parodií na autory brakových hororů, jeho vystupování a dílo jsou považovány za parodii hororového žánru. Jméno Garth Marenghi je anagramem sousloví "argh nightmare" ("noční můra vydávající zvuk AAAARGH!).
Charakter postavy je velmi domýšlivý, často se popisuje pomocí epitetonů jako "splétač snů" ("the dream weaver"), "šaman" ("shaman"), "velikán hrůzy" ("titan of terror"), "Továrna na strach o jednom zaměstnanci" ("The One Man Fear Factory") a "mistr děsu" ("master of the macabre.") V rozhovorech používá srovnání se s Jamesem Joycem, Shakespearem, Leonardem da Vinci a Ježíšem.
Navzdory tomu prokazuje Marenghi všeobecnou nevědomost ve spoustě oblastí, ve kterých si nárokuje znalosti. Prohlašuje se za samovzdělance, protože školu opustil mladý ("Už v osmi mi bylo jasné, že mé vzdělání je u konce.") a jen zřídka přečte knihu. Když se potřebuje něco o něčem dozvědět, prostě si "někoho zjedná, aby šel a zjistil to." Při obou show, na oficiálních stránkách i v četných rozhovorech prohlásil, že napsal více knih než přečetl.
Marenghi vykazuje i další negativní rysy jako sexismus a xenofobie. Je vykreslen jako ženatý se čtyřmi dcerami, přesto zklamaný, že nemá syna. To je vysvětleno v epizodě "Skipper the Eye Child" seriálu Garth Marenghi's Darkplace a odkazuje to na zápletku Marenghovy postavy Ricka Daglesse a jeho zesnulého syna, napůl chlapce a napůl lučního koníka.

## Darkplace
Seriál Garth Marenghi's Darkplace je založen na "faktu", že Garth Marenghi napsal a také hrál v nízkorozpočtovém hororovém seriálu z 80. let 20. století. V rámci tohoto fiktivního konceptu bylo natočeno 50 dílů, ale ty nebyly nikdy uvedeny kvůli zásahu "MI-8", protože byly "příliš podvratné, příliš nebezpečné a proklatě strašidelné." ("too subversive, too dangerous, too damn scary.") 
Hodně vtipů je založeno na "faktu", že Garth Marenghi seriál nejen stvořil a napsal, ale také hrál hlavní roli. Proto postavy odrážejí Marenghiho vidění světa a jeho vlastní postava — Doctor Rick Dagless, M.D. — vykazuje mnoho vlastností Mary Sue.

## Další role
Marenghi byl také hostem v prvním dílu seriálu rozhovorů Deana Learnera Man to Man with Dean Learner, kde odhaluje, že při havárii sanitky přišel o ucho, že napsal celkem 436 knih a že natočil film "Válka Vos" (War of the Wasps), ve kterém hraje většina herců obsazených v Garth Marenghi's Darkplace.